# The Black Orchid
 The Black Orchid és una pel·lícula estatunidenca dirigida per Martin Ritt, estrenada el 1958.

## Argument[1]
Després que uns mafiosos assassinin el seu marit, Rose Bianco ha de guanyar-se la vida, treballant llargues hores per fer flors artificials, per ella mateixa i el seu fill. El vidu Frank Valente atrau Rosa, i l'ha de convèncer que l'amor realment existeixi. La filla de Frank i el fill de Rose també s'oposen, amb les seves pròpies raons per oposar-se al matrimoni dels seus pares.

## Repartiment
- Sophia Loren: Rose Bianco
- Anthony Quinn: Frank Valente
- Peter Mark Richman: Noble
- Virginia Vincent: Alma Gallo
- Frank Puglia: Henry Gallo
- Jimmy Baird: Ralph Bianco
- Naomi Stevens: Guilia Gallo
- Whit Bissell: Mr. Harmon
- Ina Balin: Mary Valente
- Vito Scotti: Paul Gallo (no surt als crèdits)

## Premis i nominacions

### Premis
- 1958: Copa Volpi per la millor interpretació femenina per Sophia Loren al Festival Internacional de Cinema de Venècia

### Nominacions
- 1958: Lleó d'or per Martin Ritt al Festival de Venècia